# Välkommen hem (musikalbum)
För Peter LeMarcs album, se Välkommen hem!
Välkommen hem är ett julalbum med E.M.D. från 2009. Albumet såldes till förmån för Childhood. Singeln Välkommen hem är skriven i förmån till de hemlösa, alla intäkter går till välgörenhet.

## Låtlista
1. Jul, jul, strålande jul
2. Ave Maria
3. Välkommen hem
4. När det lider mot jul
5. O helga natt
6. Halleluja
7. Stilla natt
8. Ängel
9. Julvisa (Giv mig ej glans, ej guld, ej prakt)
10. Koppången
11. Härlig är jorden

## Singel
- Välkommen hem